# Het Kruiswater
Het Kruiswater (Fries en officieel: Krúswetter) is een kanaal in de Friese gemeente Súdwest-Fryslân, aan de zuidkant van de stad Bolsward.
Het Kruiswater ligt bij de A7 over de Kruiswaterbrug, waar de Workumertrekvaart en de Wijmerts of Bolswarderzeilvaart samenkomen. Het Kruiswater vormt dan een brede verbinding met de Stadsgracht langs de Stoombootkade in Bolsward. 
Per 15 maart 2007 is de officiële benaming van het water het Friese Krúswetter, daarvoor het Nederlandse Het Kruiswater.

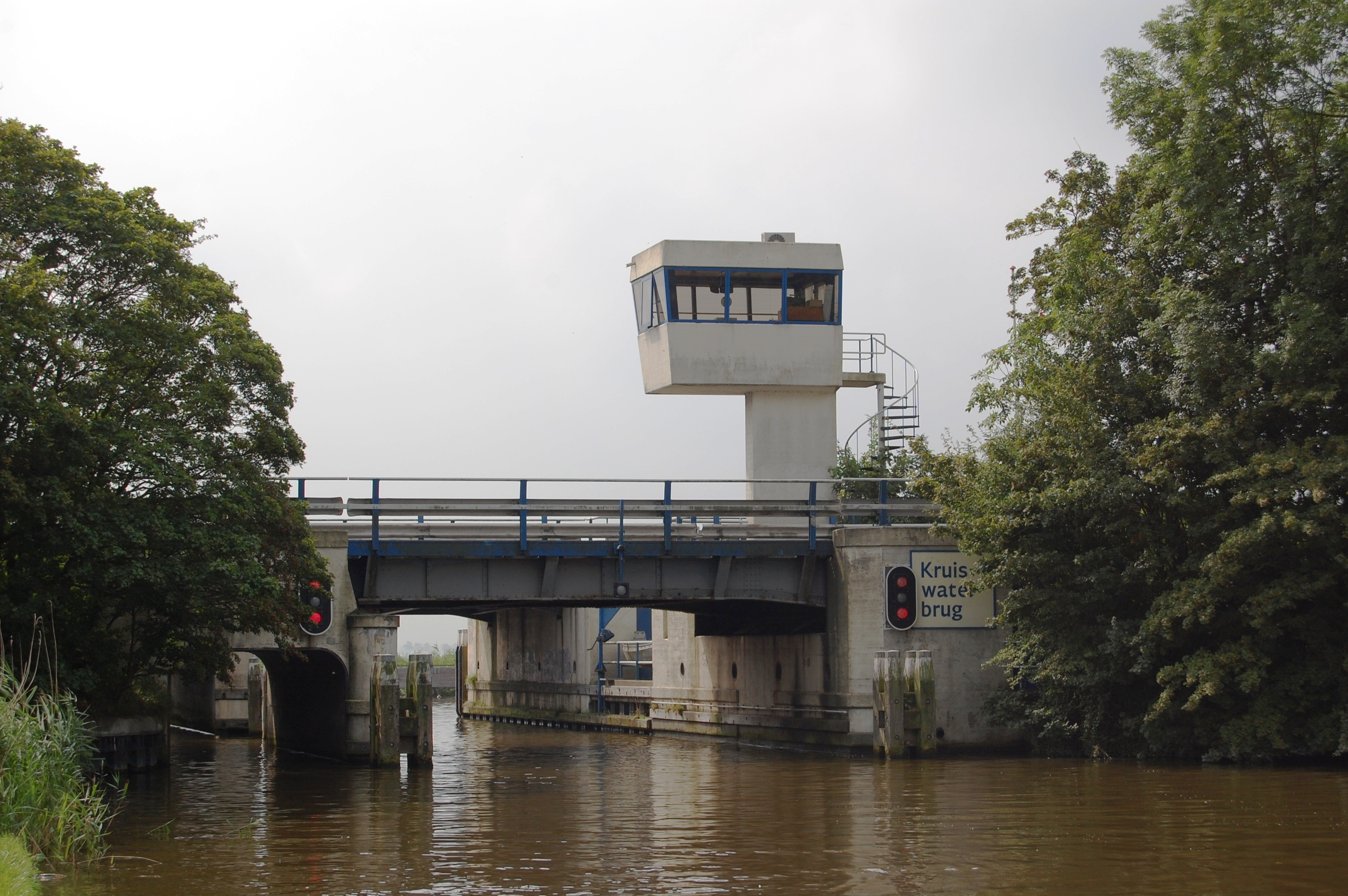
Kruiswaterbrug

Zwette · Stadsgracht (Sneek) · Geeuw · Wijddraai · Wijde Wijmerts · Nauwe Wijmerts · Noorder Ee · Ee (Woudsend) · Slotermeer · Slotergat · Slotermeer · Luts · Van Swinderenvaart · Spookhoekstervaart · Rijstervaart · Oud-Karre · Johan Frisokanaal · Morra · Johan Frisokanaal · Noorderdijkvaart · Het Wijd · De Gronzen · Indijk · Zijlroede (Hindeloopen) · Oude Oostervaart · Dijkvaart · Horsa · Burevaart · Diepe Dolte · Workumertrekvaart · Het Kruiswater · Stadsgracht (Bolsward) · Witmarsumervaart · Harlingervaart · Bolswardervaart · Zuidoostersingel · Noordoostersingel · Noordergracht (Harlingen) · Van Harinxmakanaal · Sexbierumervaart · Noordergracht (Franeker) · Dongjumervaart · Ried · Berlikumerwijd · Moddergat · Wierzijlsterrak · Blikvaart · Zuidhoekstervaart · Ouwe Rij · Leistervaart · Finkumervaart · Dokkumer Ee · Het Kleindiep · Dokkumer Ee · Oudkerkstervaart · Murk · Ouddeel · Bonkevaart (finish)